# Max Slevogt
Max Slevogt (8. října 1868, Landshut – 20. září 1932, Leinsweiler) byl německý malíř, grafik a výtvarník tvořící ve stylu impresionismu.

## Biografie

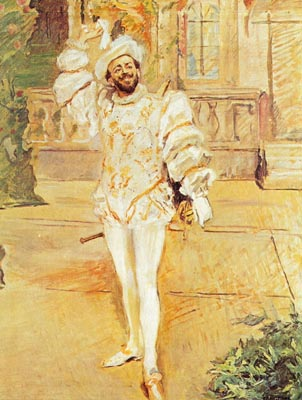
Max Slevogt: Šampaňská árie (1901/1902)

Pocházel z rodiny důstojníka, otec mu brzy zemřel. Studoval v Mnichově a Paříži, podnikl studijní cestu do Itálie. Roku 1898 si vzal Antonii (Nini) Finklerovou, která mu často sloužila jako model. Koncem 90. let 19. století se přiklonil k impresionismu a projasnil svou barevnou paletu.
Roku 1901 se usadil v Berlíně. Získal titul profesora. Roku 1914 podnikl cestu do Egypta. Během první světové války byl oficiálním válečným malířem, hrůzy války ho přinutily hledat nové výrazové možnosti, odpovídající zobrazované realitě. Vytvořil obsáhlé dílo využívající mnoha malířských a grafických technik, navrhoval i divadelní scény.